# Basapur (M) Nidasangi, Hangal
Basapur (M) Nidasangi là một làng thuộc tehsil Hangal, huyện Haveri, bang Karnataka, Ấn Độ.